# Konstelační diagram
Konstelační diagram je reprezentace signálu modulovaného digitálním modulačním schématem jako je kvadraturní amplitudová modulace nebo fázová modulace. Zobrazuje signál jako dvourozměrný korelační diagram v komplexní rovině s okamžiky vzorkování symbolů. Abstraktněji konstelační diagram reprezentuje možné symboly, které mohou být vybrané daným modulačním schématem jako body v komplexní rovině. Naměřené konstelační diagramy lze použít pro zjištění druhu rušení nebo zkreslení signálu.

Konstelační diagram 8-PSK.

Pokud je vysílaný symbol reprezentován jako komplexní číslo a modulace pomocí cosinu a sinu nosného signálu pomocí reálné a imaginární části komplexního čísla, symbol může být odeslán dvěma nosnými na stejném kmitočtu. Tyto nosné jsou obvykle nazývány kvadraturní nosné. Koherentní detektor je schopen demodulovat tyto nosné nezávisle. Tento princip používání dvou nezávisle modulovaných nosných je základem kvadraturní modulace. U obyčejné fázové modulace je fáze modulačního symbolu fází samotné nosné.
Protože jsou symboly reprezentované jako komplexní čísla, mohou být znázorněny jako body v komplexní rovině. reálná složka a imaginární složka os se často nazývá soufázová (in phase) nebo osa I a kvadraturní neboli osa Q. Vynesením několika symbolů v korelačním diagramu vznikne konstelační diagram. Body na konstelačním diagramu se nazývají konstelační body. Tvoří sadu modulačních symbolů, které tvoří modulační abecedu.
Také diagram ideálních pozic, signal space diagram v modulačním schématu může být nazýván konstelační diagram. V tomto smyslu konstelace není korelační diagram ale reprezentace samotného modulačního schématu. Například obrázek ukazuje modulaci 8-PSK, které může být přiřazen Grayův kód.

## Interpretace

Konstelační diagram 16-QAM

Při příjmu signálu demodulátor kontroluje přijatý symbol, který může být poškozený kanálem nebo přijímačem (např. dodatečným bílým gaussovským šumem, zkreslením, fázovým šumem nebo rušením), a vybírá jako odhad, co bylo skutečně odesláno, bod, který je na konstelačním diagramu nejblíže (podle Eukleidovy vzdálenosti) k přijatému symbolu. K chybě při příjmu dojde, pokud poškození signálu způsobilo posunutí přijatého symbolu k jinému konstelačnímu bodu, než který byl vyslaný.
Popsaná detekce se nazývá detekce metodou maximální věrohodnosti. Konstelační diagram umožňuje jednoduché znázornění tohoto procesu – přijatý symbol je libovolný bod I-Q rovině a rozhodnutí, že vyslaný symbol je nejbližší konstelační bod.
Pro účely analýzy kvality přijatého signálu, některé druhy poškození signálu jsou v konstelačním diagramu velmi dobře viditelné. Například:
- Gaussovský šum vypadá jako rozmazané konstelační body.
- Nekoherentní jednofrekvenční rušení vypadá jako kruhové konstelační body.
- Fázový šum vypadá jako rotační rozmazání konstelačních bodů.
- Útlum způsobuje posun rohových bodů ke středu.